# 约瑟夫·雷蒙德·麦卡锡
约瑟夫·雷蒙德·“乔”·麦卡锡（英語：Joseph Raymond "Joe" McCarthy，1908年11月14日—1957年5月2日）是一位美国共和党政治人物，从1947年到1957年任威斯康辛州参议员，至其去世为止。1950年开始，冷战的紧张局势引发公众对共产主义颠覆的普遍担忧，麦卡锡在此时成为最耀眼的公众人物。他声称有大量的共产党员、苏联间谍和共产主义同情者渗透进了美国联邦政府、大学、制片业和其他地方。他亦因其莫须有的指控受到美国参议院方面的谴责。
麦卡锡在威斯康星州的农场出生并长大，1935年在马凯特大学获得了法律学位，1939年当选巡回法官，是美國历史上最年轻的法官。他在33岁时自愿参加美国海军陆战队并在二战期间服役。1946年，他成功击败了小罗伯特·M·拉福莱特，竞选到美国参议院席位。在参议院的三年中他默默无闻，但在1950年2月的一次演讲中，他宣称手头有一份受雇于美国国务院的“共产党员和间谍”名单，使他突然闻名全国。麦卡锡从来没有能够为这耸人听闻的指控提供可靠证据。麦卡锡主义一词在1950年出现，指代麦卡锡的做法并很快就被应用于类似的反共活动，日后该词更普遍的用法是蛊惑人心、不择手段和莫须有以及公开攻击政敌人格或爱国主义的做法。在1950年演讲后，麦卡锡对美國国务院、哈里·杜鲁门政府、美国之音和美軍被共产主义渗透的指控变本加厉。他还利用各种共产主义、共产主义同情者、不忠或者同性恋攻击许多政府内外的政治人物和其他个人。
不像其反共运动那样众所周知，麦卡锡对同性恋各种恐吓、通过指责或公开威胁来开除政府职员。日后的美国前参议员艾倫·辛普森曾写过：“所谓的‘红色恐慌’一直是大多数历史学家对那一时段的主要焦点。对更多人造成伤害是麦卡锡和其他人对同性恋进行的搜捕。”麦卡锡和其他人一起发动的同性恋政治迫害与“红色恐慌”策略亦被一些人称之为“薰衣草恐慌”。
1954年，军队与麦卡锡听证会高调对峙，同年亦因促使怀俄明州参议员莱斯特·亨特自杀身亡，使得麦卡锡的名声扫地。1954年12月2日，参议院以67对22票通过对麦卡锡的谴责，使得他成为少数受此教训的参议员。1957年5月2日，48岁的麦卡锡在贝塞斯达海军医院病逝。官方的死因是急性肝炎，人们普遍认为酗酒才是致命因素，至少加剧了他的病情。

## 早期的生活和事业
麦卡锡生于美国威斯康星州的大槽农场，家中七个孩子中排行第五。其母布丽姬来自于爱尔兰蒂珀雷里郡，而父亲提摩太·麦卡锡则生于美国。作为爱尔兰裔母亲的孩子，麦卡锡14岁时从初中退学帮助父母经营家里的的农场。到十九岁，因大规模鸡瘟而破产，不得不搬到威斯康星州的一个小镇马纳瓦，当上了杂货店员，并同时进了当地的小狼高中上学，20岁以优异的成绩毕业考上大学。
在大学的1930至1935年间，他先后学习了工程与法律，并于1935年获得马凯特大学法律学位。1936年麦卡锡竞选为地方检察官，1939年成功竞选为威斯康星州历史上最年轻的巡回法院法官。(在成为检察官期间，麦卡锡靠赌博挣了钱。)麦卡锡成为维斯康星州第十区巡回法官，击败了现役的埃德加·V·维尔纳，后者66岁，从事法官一职24年。在竞选中，麦卡锡夸大了维尔纳的年龄，称其为73岁，老朽不堪重任。在《红色：二十一世纪美国的麦卡锡主义》中，泰德·摩根提及维尔纳称：“自大而且居高临下，他不让律师们喜欢。他常常被维斯康星最高法院驳回，办事效率低下，案件堆积如山。”
麦卡锡的法官事业争议颇多，因为他对如文山般的案件处理速度过快。维斯康星州离婚法严格，但当麦卡锡遇到离婚案件时，他会速办速决，就离婚争议上讲，孩子想要谁他就判给谁。至于其它案件来说，麦卡锡则过度依赖辩护律师的意见，以弥补自己经验的不足。维斯康星最高法院给了他不常见的案例，但他在1941年因对限价案件丢失证据而受到谴责。

## 服役

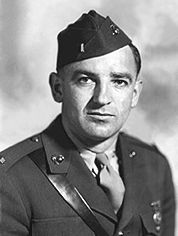
身着美国海军陆战队军服的约瑟夫·麦卡锡

1942年，在美国加入二战后不久，麦卡锡申请加入海军陆战队服役，但其实作为法官他可以得到豁免。1942年8月入伍后，他因所受的教育直接获得军官职务，在完成基本训练后直接升为少尉。在所罗门群岛服役期间，他任职轰炸机中队情报官。他志愿作机尾机枪手，冒着危险参加了许多战斗任务。但据说麦卡锡选择参加海军陆战队，是想有一段从军经历，能对他未来的政治生涯有所帮助。麦卡锡在得到上尉军衔时退出海军陆战队。根据摩根《红色》一书中，乔的朋友律师，后法官乌尔班·P·冯苏斯特伦被麦卡锡任命为沙瓦诺郡的离婚顾问，他在1942年初申请空军机动职位时建议他：“当英雄——进陆战队。”看到麦卡锡有些犹豫，冯苏斯特伦问道，“你的血里进屎啦？”冯苏斯特伦的女儿格丽塔日后成为福克斯新闻记者，为麦卡锡1946年参议院竞选做筹备，在麦卡锡参议员事业中只要他来到苹果顿，就会找冯苏斯特伦。
麦卡锡在海军陆战队里总计待了30个月，即两年半，1942年8月到1945年2月，在1945年以上尉军衔退役。据记载，作为一名机尾机枪手，他参加了12个飞行作战任务，并在完成这些任务的过程中获得 “尾炮手乔”的称号。
然而，他后来又声称自己接受了32次作战任务，在1952年获得飞行十字勋章。麦卡锡公布了一封由他的指挥官时任海军作战部长的上将切斯特·尼米兹签署的嘉奖信，信中对麦卡锡有着很高的肯定。但据透露，这封信是由他自己所写。作为情报官员，他所谓自己因多次的坠机及遭受防空火炮攻击而有的 “战伤”，实际上则是在船上庆祝首次穿越赤道的庆祝会上受的伤。
1944年，当麦卡锡依然在服役时，就积极参加维斯康星州共和党参议员竞选，结果被现任的亚历山大·威利击败。1945年，他退役，时值1945年太平洋战争结束前夜。他无争议地选入巡回法官职务，并未1946年共和党初选做了系统性的准备，并得到了维斯康星政党大佬托马斯·柯尔曼的支持。在竞选中，他挑战了三任参议员，州进步党标志性人物小罗伯特·M·拉福利特。

### 参议院竞选
1946年，麦卡锡从军队中退役参加参议员的竞选，在竞选过程中，麦卡锡攻击拉福利特没有参军报国，但后者在珍珠港事件爆发时已经46岁。他也称拉福利特在自己前杀敌时在后方挣大钱。其实，麦卡锡自己在战争期间也在股市投资，在1943年净挣$42,000。拉福利特的投资包括对电台的一部分投资，在两年中收益$47,000。
由于拉福利特受大发战争财的指责备受打击，麦卡锡在初选以207,935票对202,557票微弱优势当选为威斯康星州参议员。竞选期间，麦卡锡大肆宣传他参军的经历，打出了“国会需要一个机尾火炮手”的口号。阿诺德·贝启曼日后称麦卡锡“在选入参议院第一任期时得到共产党控制的联合电器、电台和机器工人，CIO”的支持，后者支持麦卡锡而不是反共的罗伯特·M·拉福利特。在大选中，他对抗民主党竞争对手霍华德·J·麦克默里，麦卡锡获得61.2%的选票，民主党麦克默里获得37.3%的选票。由此，麦卡锡联通参议员威利一道进入参议院。

## 美国参议院
参议员麦卡锡在国会前三年默默无闻。麦卡锡是个出众的演说家，被各大组织邀请，就各种话题发言。友人和华盛顿社交群将他描述为魅力十足，平易近人的伙计，他是鸡尾酒会的常客。然而，在参议院同事中，他不招人待见，同事发觉他脾气不好、没耐心、凶惡。在参议院，麦卡锡很快被孤立。
就劳资关系，麦卡锡是积极并温和的共和党人。他反对战时价格控制，特别是对糖的控制。在这一领域，他的呼吁被批评家们批判为收受百事可乐$20,000个人贷款的结果，使他冠名为“百事可乐崽子”。虽然杜鲁门否决，但他依然支持《塔夫特哈特利法案》，激怒了威斯康辛州工会，坚定了自己的生意地盘。
麦卡锡因一事饱受批评，他游说想为馬爾梅第屠殺中德国武装党卫队战俘减刑。麦卡锡认为审讯对德国士兵严刑逼供，使其屈打成招。他指着美国陆军搞弊案，但是始终拿不出证据。很快，参议院调查得出麦卡锡是现任“最差劲的美国参议员”。

### 惠灵演讲
1950年2月，麦卡锡在西弗吉尼亚惠灵共和党妇女团体集会上演讲，但是没有录音记录留下来。他说国务卿迪安·艾奇逊知道有“205”名共产党员在政府工作，却姑息养奸。麦卡锡在演讲中说道：“我手上有205个案件，牵扯共产党员或忠于共产党的人，但是他们仍然参与制定我们的外交政策。”
但几天后在盐湖城，他将数字减到了“57”。在这几次讲话提到的人员数量引起了不小的争议，由于没有录音保存，究竟是“205”还是“57”难以考证。日后，在致电总统杜鲁门的电报中，他使用的数字为“57”，后者被国会记录。但之前的“205”人依然得到追溯：2月20日，在参议院的一次演说中，麦卡锡对这个问题做出了正式解释： 这封信是关于监查的第一组3,000人。总统组织了一个委员会，来监查从战争部的那些战时机构转到国务院来的雇员，我认为是个智慧的做法。这些战时机构有几千名背景特殊的人。伯恩斯国务卿在他的信里说道：根据行政命令，大约有4,000名雇员从各种各样的战时机构转到国务院，其中大约3,000人的背景经过了初级监查，结果285个人被你在信中提到的监查委员会认定不同意长期雇用，也就是说，前国务卿承认，285人是有安全隐患的。他还说只有其中的79人被解除了雇佣关系。提到的571人里，一些来自这205人，一些来自之后的监查，但还没有解除雇用关系。我要说国务院的调查机构的工作很出色。文件显示，他们调查了很多细节以便发现共产党人。唯一的问题是，当调查机构正确的认定这些共产党人之后，国务院拒绝解聘这些人。
恰巧，在麦卡锡的讲话的时期，发生了一系列事情：苏联在东欧的行动，共产党在中国内战的胜利，苏联在一年后成功爆炸原子弹，以及苏联间谍的影响。这一切加剧了美国对共产主义担忧，美国媒体反共倾向日益高涨，公众笼罩在红色恐慌之下。在此背景下，麦卡锡的言论马上吸引了媒体和公众的注意。

### 泰丁斯委员会
麦卡锡自己因惠灵演讲而受到媒体指责，称他的数字反复无常。几天后，在犹他州盐湖城，他引用的数字是57人，到了2月20日，他在参议院上称有81人。在5小时演讲中，麦卡锡给出的案例分析是国务院雇佣了81名“忠诚不保”的雇员。麦卡锡案例被广泛批评为从“李名单”中选名字，这是3年前为众议院拨款委员会编撰的名单。是由前联邦调查局探子罗伯特·E·李写的，众议院调查员检查了国务院雇员的状况，称在检查108名雇员安全问题上名单“低效无能”。麦卡锡藏匿了名单的来源，称他看破了国务院的“铁幕”，得到了“国务院里一些善良、忠诚的美国人的帮助”。在引述李名单的信息时，麦卡锡不停地在夸大其词，将证人所述的传闻称之为实证，将短语如“有共产主义倾向”改编为“一位共产党员”。

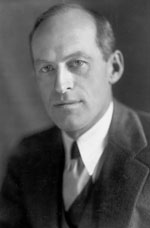
参议员米兰德·泰丁斯

为了应对麦卡锡的指控，参议院全票通过调查请求，泰丁斯委员会听证会被召集。这是美国参议院外交关系的小组委员会，于1950年2月设立，负责“全面调查某人是否对美国不忠，或是被国务院雇佣”。许多民主党人对麦卡锡攻击国务院表示愤怒，因为国务院当时被民主党控制，希望用听证会来羞辱麦卡锡。小组会的民主党主席，参议员米兰德·泰丁斯报告说：“把他[麦卡锡]给我，放在公共听证会三天，他就没脸再出现在参议员。”
在听证会上，麦卡锡将自己之前的李名单放下，转而对九名特定人士进行控告：桃乐茜·凯尼恩、以斯帖·布鲁诺尔、海多尔·汉森、古斯塔沃·杜兰、欧文·拉蒂摩尔、哈罗·沙普利、费雷德里克·舒曼、约翰·S·瑟维斯和飞利浦·杰瑟普。。他们有的早已离开国务院，或是从未在国务院工作过；所有人在之前都被遭受各种指责。欧文·拉蒂摩尔被麦卡锡集中攻击，后者称他是“俄国头号间谍”。在整场听证会中，麦卡锡辞藻华丽，但就是死无对证，无法自圆其说。
从起初，泰丁斯委员会就饱受党派之争。在最后的报道中，民主党占了主流，写道麦卡锡名单上没人是共产党，或是支持共产主义的人，称国务院安保高效。泰丁斯报告给麦卡锡的指控贴上了“欺诈和闹剧”的标签，称麦卡锡行为的结果不过是“糊弄、离间美国人民[...]是共产党人可望而不可即的”。共和党人的回复则采用了威廉姆斯·E·詹纳对泰丁斯的批评，称他是“最厚颜无耻地粉饰叛国行径，是我们历史之最”。参议院全体投了三次票来决定是否接受报告，每次投票都精确地沿党派分裂。

### 名声、丑闻和个人生活
从1950年开始,麦卡锡继续利用对共产主义的恐惧来责难政府未能处理自身内部的共产主义分子。麦卡锡也开始调查在外交政策机构工作的同性恋者,他们被认为是苏联讹诈的主要候选人。这些指控被广泛宣传,增加了他的支持率。
“毫无疑问,同性恋在国会不能担任政府敏感职位。”自1940年代末,政府每个月都会解雇五个同性恋者的文官职务;到1954年,该数量翻了12倍。“歇斯底里合剂是一些逻辑,但是:同性恋者面临谴责和歧视,他们中的大多数——希望隐匿自己的性取向——却轻易地被勒索。”DCI罗斯柯·希伦柯特向国会致电，控告中央情报局雇佣同性恋。他说，“作为控制个人的手法，收编间谍，利用同性恋是普遍接受的技巧，已经使用了多年。”当DCI陈述上文时，他的助手示意将他剩余的证词从记录中拿走。政治历史学家大卫·包瑞德搜集了希伦柯特的笔记，揭示了剩余的陈词：“虽然这个机构将永不雇佣同性恋，但在过去这一领域利用同性恋是有价值的，是完全可能的。我肯定如果约瑟夫·斯大林或政治局成员或高级卫星国官员是同性恋，该委员会没有人会反对让我们利用这一技巧来刺探他们的行动...毕竟，情报工作和间谍说得再怎么好听，也是极端肮脏的事业。”参议员们不情愿地同意中央情报局得灵活些。
麦卡锡的方式受到许多人的反对。在麦卡锡惠灵演讲一个月后，词汇“麦卡锡主义”就被《华盛顿邮报》卡通作家赫伯特·布洛克创作。布洛克和其他人用这一词指代散布煽动性谣言、无根据的指责和诋毁破坏名誉，即莫须有。之后，词汇被麦卡锡和他的支持者们接受。“麦卡锡主义是挽起袖子的美国精神，”麦卡锡在1952年的演讲中这样说，同年晚些时候他出版了《麦卡锡主义：为美国战斗》一书。
麦卡锡被指责向他的批评家和政敌抹黑，将共产党员或共产主义同情者的帽子扣在对方头上。在1950年马里兰参议员选举中，麦卡锡为约翰·马歇尔·巴特勒助威，反对现任的米勒德·泰丁斯，后者在泰丁斯听证委员会上曾与麦卡锡发生冲突。在为巴特勒演说助威时，麦卡锡攻击泰丁斯“保护共产党人”，“包庇叛徒”。麦卡锡的助手们也积极参与竞选，合作编辑小报，将照片合成杜撰，把泰丁斯和共产党领袖厄尔·罗素·白劳德放在一起。一个参议员小组委员会日后调查了这一选举，称之为“卑鄙的、后街式的竞选”，并推荐若在选举中使用诽谤性文学方式，将会遭到参议院除名。很明显，小报是合成杜撰的。麦卡锡称分发小报是“错误的”；只是员工吉恩·克尔认为这没事。在竞选失败后，泰丁斯称竞选严重不公(他损失了近40,000票)，然而，他的连任竞选在遭遇麦卡锡之前就出现问题：泰丁斯是著名的参议院军事委员会主席，需要为朝鲜战争准备不足负一定责任。泰丁斯在非裔美国选民那里人缘不好，因为他支持吉姆·克劳法，麦卡锡和反共人士在马里兰天主教选民那里十分讨好。
除了泰丁斯对巴特勒选举之外，麦卡锡也在1950年选举中支持了其他几位共和党人，包括艾佛雷特·德克森对现任参议院多数党领袖民主党人斯柯特·W·卢卡斯。德克森以及麦卡锡所支持的所有候选人赢得了选举，反对者则落选。选举，包括许多麦卡锡没有参与的，也全被共和党拿下。虽然他对选举的影响不清楚，但麦卡锡被认为是一位关键的共和党候选人。现在，他被认为是参议院最有权势的人，被他的同事所顺从。在1952年参议院选举中，麦卡锡以54.2%的选票连任，对民主党人托马斯·仙童的45.6%票。
1950年，麦卡锡在一家华盛顿衣帽间袭击了记者德鲁·皮尔逊，据悉他用膝盖顶皮尔逊的腹股沟。麦卡锡承认了袭击事件，但称他不过是“扇”皮尔逊。1952年，利用皮尔逊搜集来的谣言，内华达出版商汉克·格林斯潘写道麦卡锡是个同性恋。主流媒体拒绝印刷这一故事，出名的麦卡锡传记作家也拒绝承认这一谣言。1953年，麦卡锡与吉恩·克尔结婚，后者是他办公室的研究员。1957年1月，他和妻子领养了女童，命名为蒂尔尼·伊丽莎白·麦卡锡。

### 麦卡锡和杜鲁门政府
在哈利·S·杜鲁门任职总统期间，麦卡锡经常与杜鲁门总统发生冲突。麦卡锡抨击杜鲁门总统和民主党对共产党员态度软弱，甚至给民主党套上“叛国二十年”，指出其与共产党员结盟，因为民主党政府在雅尔塔会议以及波兹坦会议上对苏联让步。作为回应，杜鲁门曾经有一次称麦卡锡是“克林姆林的瑰宝，”把麦卡锡的行为叫做试图在冷战中“破坏美国外交政策”，将它与正式战争中向美国大兵背后放黑枪相类比。1950年2月9日林克诞辰纪念日上，麦卡锡在西弗吉尼亚州的共和党妇女俱乐部发表了“国务院里的共产党”，指杜鲁门政府涉嫌与共产党员纠结不清，后来又在参议院中掀起一波又一波的“清查美国政府中的共产党” 活动。1951年6月14日，麦卡锡在国务院公开指责杜鲁门政府对外政策的重要指定人乔治·卡特莱特·马歇尔将军应该对中国成为共产主义国家负责。马歇尔曾任美国驻华大使、国务卿和国防部长，在二战中任陆军参谋长联席会议主席。马歇尔是备受尊重的将军、政治家，在今天被认为是胜利与和平的缔造者，日后，欧洲根据马歇尔计划得到重建，马歇尔也于1953年获得诺贝尔和平奖。麦卡锡将“叛徒”罪名加在他身上，强烈批评他在奉杜鲁门总统之命来华调节国共军事冲突时暗中支持共产党，使中国国民党丧失政权。后来，麦卡锡还让助手将发表内容编制了《美国从胜利后退：乔治·马歇尔的故事》一书出版。马歇尔在麦卡锡的无端谩骂中主动辞去美国国防部长一职。在演讲中，麦卡锡称“如果马歇尔只是个笨蛋，那么概率论会解释他的一部分决策可以为国家利益服务”；最出名的是指责马歇尔是“阴谋极大，恶名之黑，以至于将历史前任投机者都比了下去”。
在朝鲜战争中，当杜鲁门解雇道格拉斯·麦克阿瑟将军时，麦卡锡指责杜鲁门和他的顾问肯定在晚上密谋，喝波旁和贝尼迪庭甜酒“哄得总统乐呵呵”。麦卡锡宣布，“得给这只狗娘养的来个弹劾。”

### 来自天主教和肯尼迪家族的支持
美国反共情绪最强的基地之一是天主教社区，占全美选票的20%。麦卡锡是天主教徒，虽然大多数天主教选民是民主党人，随着他反共越来越积极，他在天主教社区也很讨好，得到许多天主教要员、教区报纸、天主教杂志的支持。与此同时，一些天主教徒反对麦卡锡，如反共作家约翰·弗朗西斯·克罗宁神父和著名杂志《公益》等。
麦卡锡与权贵肯尼迪家族建立起联系，后者在天主教区颇为著名。麦卡锡和老约瑟夫·P·肯尼迪成为朋友，后者是个反共斗士。他也是肯尼迪海恩尼斯港的大院的常客，与肯尼迪的两个女儿帕特丽夏和尤妮斯约会，是罗伯特·弗朗西斯·肯尼迪的第一个孩子凯瑟琳·肯尼迪的教父。麦卡锡选择罗伯特·肯尼迪作为他的调查委员会顾问，但是罗伯特因与麦卡锡和委员会顾问罗依·马库斯·柯恩不和，在六个月后辞职。约瑟夫·肯尼迪在全美网络关系众多，成为有声支持者，在天主教区为麦卡锡建立名声，并为麦卡锡竞选出资不少。肯尼迪家族希望他们有一个儿子能成为总统。由于在1928年选举中遭遇反天主教人士阿尔·史密斯，约瑟夫·肯尼迪决定支持麦卡锡作为全美天主教政治要员，来为小肯尼迪竞选铺平道路。
与许多民主党人不同，约翰·F·肯尼迪自1953年起与麦卡锡一道在参议院效力，直到后者在1957年去世时，他从未批评过麦卡锡。时任共和党人小亨利·卡波特·洛奇在1952年竞选，与肯尼迪竞争。出于与肯尼迪的关系，麦卡锡拒绝为洛奇助选。1952年2月，在决赛俱乐部晚宴上，一位演讲人称他很高兴麦卡锡不曾在哈佛大学学习时，一名肯尼迪家族的成员愤怒的指责发言人，并愤而离场。小阿瑟·M·施莱辛格问起肯尼迪为什么不批评麦卡锡时，肯尼迪回答道：“见鬼，我在马萨诸塞州的半数选民认为麦卡锡是英雄。”

### 麦卡锡和艾森豪威尔

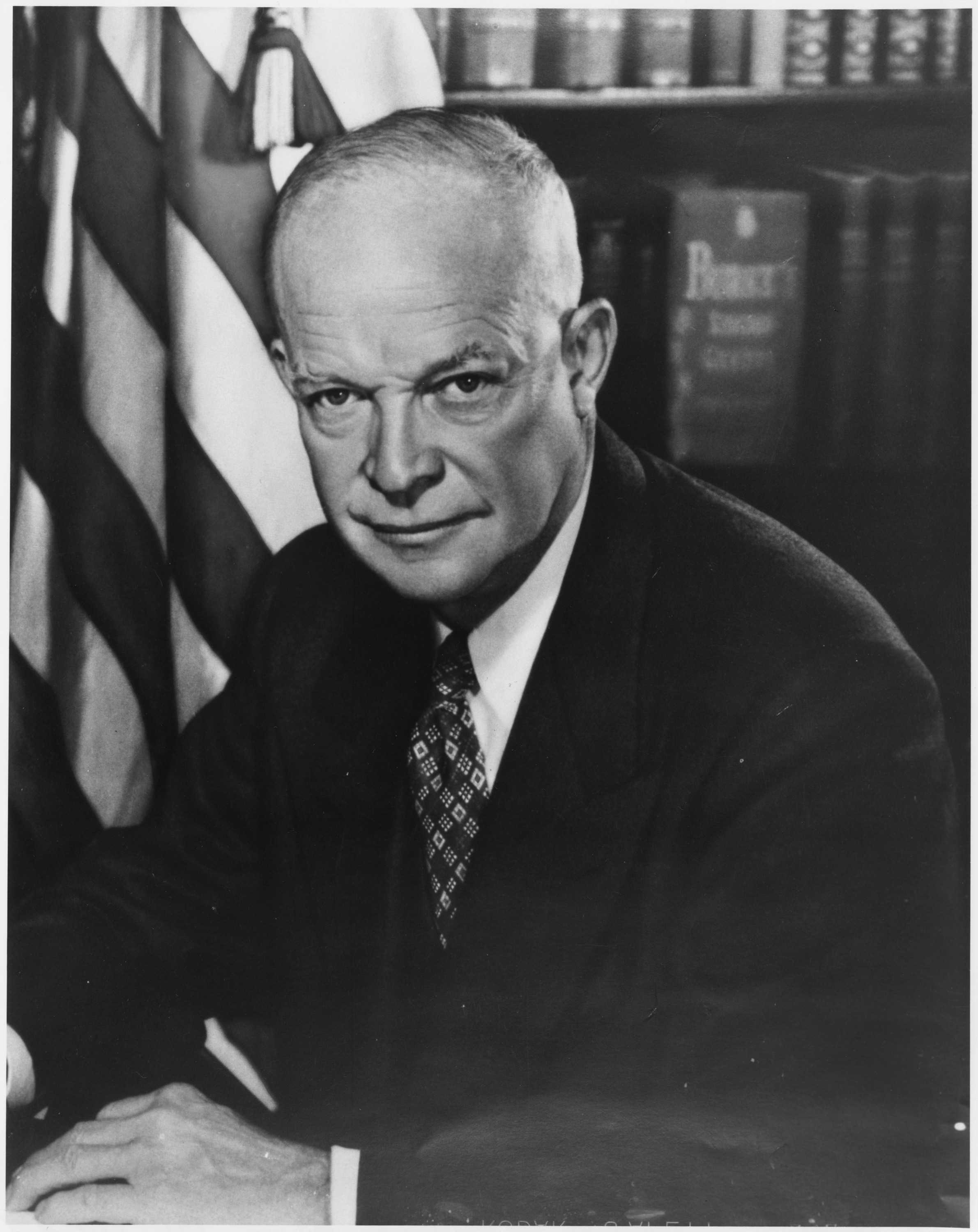
德怀特·艾森豪威尔，美国第34任总统

在1952年美国总统选举时，艾森豪威尔竞选团队与麦卡锡一道巡游威斯康辛州。在格林贝演讲中，艾森豪威尔称自己认同麦卡锡的目标，但是反对麦卡锡的方式和方法。在演讲草稿中，艾森豪威尔为自己的导师乔治·马歇尔作了极强硬的辩护，直接反驳麦卡锡的攻击。但是，保守主义同事担心如果艾森豪威尔得罪了麦卡锡的支持者，可能会输掉威斯康辛州，艾森豪威尔不得不删去了这样的字眼。《纽约时报》记者威廉·H·劳伦斯发现了删除的文字，在第二天头条刊登。艾森豪威尔因懦弱而备受批评，成为他竞选活动中的低谷。
在赢得1952年选举后，德怀特·艾森豪威尔成为20年中首位共和党总统。共和党也赢得了参众两院的多数席位。在成为总统后，艾森豪威尔明确地对近人称他反对麦卡锡，积极削弱后者的力量和影响。然而，他从未与麦卡锡正面交锋，或是在演讲中直名批评。这样，在某种程度上延长了麦卡锡的力量，给出了连总统都敬畏麦卡锡三分的印象。奥辛斯基对此反驳，称“艾森豪威尔是个和事佬，能团结异见，朝着共同目标奋斗 ... 领导能力，他解释道，是耐心和调停，不是'当头喝棒'。”
1952年，麦卡锡获54%选票连任，击败了前任威斯康辛州检察长托马斯·E·仙童，但是拖了共和党在威斯康辛州的后腿；其他共和党胜出者，包括艾森豪威尔自己，得到了威斯康辛州至少60%的选票。一些人认为麦卡锡对党派的忠诚会让他对政府内共产党指责有所放手，但他们很快就失望了。艾森豪威尔从来就不喜欢麦卡锡，当他上任后，俩人的关系恶化。在1953年11月的全美电视演讲中，麦卡锡首先赞扬艾森豪威尔政府清除了“1,456杜鲁门政府的人 ...他们因与共产党有联系或相关活动或堕落而被清除”。接下来，他继续抱怨道小约翰·佩顿·戴维斯依然“在艾森豪威尔政府运作11个月后还在拿工资”，其实戴维斯早在三个月前就拜拜了，他还反复胡诌道戴维斯试图将“共产党和间谍安插在中央情报局的关键职位上”。在同样的演讲中，他就朝鲜战争中被中国击落的美国飞行员批评艾森豪威尔，认为对方做的太差劲。在1953年，就前民主党政府的“叛国二十年”，麦卡锡对这个黑锅做了升级，称其“叛国二十一年”，包括艾森豪威尔的第一年。
正当麦卡锡与艾森豪威尔政府打个不可开交的时候，艾森豪威尔不停地接到电话，称他与麦卡锡直接对峙。艾森豪威尔表示拒绝，私下称“麦卡锡最想要的就是把这件事公开，让总统来给他炒作名声。”有几次，据悉艾森豪威尔谈及麦卡锡，称自己不愿意“和那个家伙醉倒在阴沟里”。

### 参议院调查常务委员会
1953年麦卡锡担任第二任参议员之初，他就成了参议院政府运行委员会主席。根据一些报道，共和党领袖对麦卡锡的方式方法感到厌倦，给了他个相对平庸的职位，而不是国内安全小组委员会的职务——该委员会通常负责调查共产党员——这样，用参议院多数党领袖罗伯特·A·塔夫特的话说，让麦卡锡“伤不了人”。然而，政府运行委员会包括调查常务小组委员会，该小组委员会的职能可以让麦卡锡灵活调查政府内共产党嫌疑人。麦卡锡任命罗依·柯恩作为总顾问，任命27岁的罗伯特·F·肯尼迪为小组委员会助理顾问。
该小组委员会被麦卡锡在公共场合下大肆利用。在麦卡锡的领导下的小组内部执行分会记录于2003-4年公之于众，参议员苏珊·柯林斯和卡尔·列文在文件前言中写道：
参议员麦卡锡对监察颠覆和间谍活动的狂热令人烦不胜烦。他的恐吓战术毁了许多人的事业，而他们没有渗透我们的政府。他跋扈的风格使得参议院和委员会对之后调查的规则进行修改，并促使法院在国会听证会上采取行动保护证人的宪法权利…这些听证会是我们国家过去的一部分,我们绝不能忘记也绝不允许重新出现。
小组委员会首先调查涉嫌共产党影响的美国之音，后者在当时由国务院新闻署负责运行。很多美国之音职员被带到电视机镜头和新闻室接受审问，麦卡锡则在审问中添加了恶意讽刺和无端污蔑。一些美国之音雇员被认为在广播中受到共产主义影响，但是这些攻击都是毫无根据的。美国之音的士气严重受挫，在审问时，一名工程师自杀。一位政策顾问爱德·克莱兹曼日后评论到这是美国之音“最黑暗的时刻，参议员麦卡锡和他的大走狗罗依·柯恩机会把它消声了。”
小组委员会转向了新闻署海外图书计划。柯恩在欧洲巡游，检查国务院图书馆卡，看看哪位作者不顺眼。麦卡锡随即将有共产主义嫌疑的作者列表呈到小组委员会和媒体前。国务院示弱屈从，命令图书馆将“任何有争议人物、共产党员、同路人等的材料”撤下。一些图书馆甚至开始焚书。此时不久，总统艾森豪威尔做了他对麦卡锡最精心的暗喻批评，呼吁美国人：“别去焚书 ... 别害怕进图书馆，阅读每一本书。”
在成为小组调查委员主席不久，麦卡锡任命约瑟夫·布朗·马太担任小组委员会幕僚长。马太是全美首席反共人物，之前曾担任众议院非美活动调查委员会幕僚长。这一任命变得十分矛盾，因为马太在不久前曾经著书《红色与教会》，开篇这样说，“在美国，支持共产党最大的单位是新教神职人员。”一些参议员谴责这是“对美国神职人员的无端攻击，令人震惊”，并要求麦卡锡将马太撤职。麦卡锡起初不愿意，但争议越来越大，他自己的委员会大部分人也要求马太滚蛋。麦卡锡最终同意，接受马太辞呈。就麦卡锡的一些反对者来说，这是他受挫的标志，表明他不再像以前那样所向披靡了。

### 调查军队
1953年秋，麦卡锡委员会开始了它注定倒霉的军队审查。麦卡锡调查从陆军通信兵蒙默思堡实验室下手。虽然刚刚与吉恩·克尔新婚，麦卡锡为了着手调查将蜜月假期缩短。他称获得了一些危险的间谍潜伏在军队研究室里，但是在几个月听证会后，调查一无所获。由于无法得到任何颠覆的迹象，麦卡锡将目光锁定在欧文·帕里斯身上，后者是纽约牙医，于1952年入伍，并于1953年11月晋升少校。军队注意到帕里斯是美国左翼政党美国工党成员后，便不再进行任何忠诚审查。上司命令军队在90天内开除帕里斯。1954年1月30日，麦卡锡传唤帕里斯，后者拒绝回答提问，援引宪法第五号修正案赋予的公民权。麦卡锡则向陆军部长罗伯特·T·史蒂文斯致电，要求帕里斯上军事法庭。与此同时，帕里斯的退伍申请生效，第二天，位于新泽西州吉尔默营的拉尔夫·W·茨维克准将给予他退伍荣誉。麦卡锡煽动“谁晋升了帕里斯？”，反共主义者和麦卡锡支持者们不斷支持此一論點。其实，麦卡锡自己也明白，根据医师入伍法规定，帕里斯会自动得到晋升。麦卡锡自己还投票支持这一法案。

### 军队对峙麦卡锡听证会
1954年初，美国陆军指责麦卡锡和他的首席顾问罗依·柯恩用不正当手段向军队施压，为G·大卫·沙因走后门。沙因是麦卡锡前任助手，是柯恩的朋友，当时他在陆军里任二等兵。麦卡锡称指责是恶意的，是对茨维克将军审问的报复。参议员调查常委通常由麦卡锡自己主持，这次需要对这件事调停。共和党参议员卡尔·蒙特被任命主持会议，军队对峙麦卡锡听证会在1954年4月22日召开。

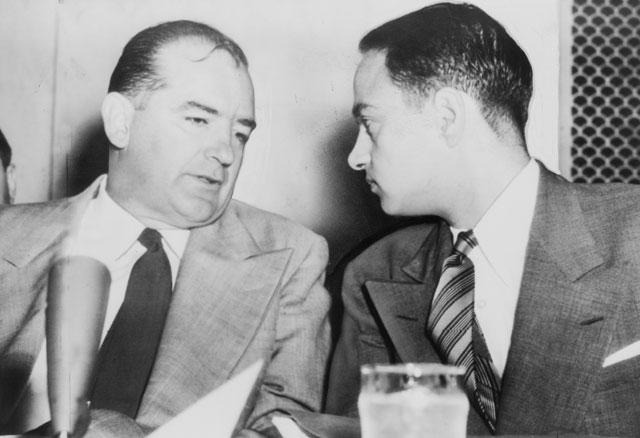
在听证会上，麦卡锡与罗依·柯恩(右)攀谈。

军队咨询了熟悉麦卡锡的律师，寻求攻击麦卡锡的最佳方式。根据推荐，最好还是别提共产党渗透政府一事：“律师认为在政府里挑共产党来说根本无法反击麦卡锡，因为声称与共产党关联的问题上他还是有些许根据的，无论这多么微小也难。”
听证会持续了36天，由ABC和杜蒙特实况转播，约有2000万观众收看。在传唤32名证人，听取200万字的证词后，委员会认定麦卡锡自己没有用不正当的方式为沙因牟利，但柯恩“不正当地坚持或实施侵犯性”参与活动。委员会。委员会也认定陆军部长罗伯特·史蒂文斯和陆军顾问约翰·亚当斯“为消除蒙默思堡审查听证会的影响作出了努力”，亚当斯“努力勤勉地”阻止军队忠诚和审查理事会成员的散布，“以个人方式向[麦卡锡]委员会的某些成员申诉”。
就委员会无果而终的调查而言，更大的效应来自对麦卡锡名声的影响，很多观众看到他恃强凌弱、肆无忌惮、满嘴胡言的一面。日报对听证会的总结也常常是负面的。在听证会末，参议员斯图尔特·赛明顿愤怒地对麦卡锡发表了预言性的论断，称“你哄不了任何人啦”：“参议员，现在美国人民看了你六个星期；你谁也哄不了啦。”1954年1月盖洛普调查显示，有50%的人喜欢麦卡锡。到6月，这一数字跌至34%。与此同时，反感麦卡锡的比率从29%飙升到45%。
更多的共和党和保守人士认为麦卡锡是党派和反共主义的累赘。议员乔治·H·本德尔注意到：“共和党越来越不耐烦了。麦卡锡主义成了猎巫的同义词、星法院滥刑方式、拒绝... 民权自由。”弗雷德里克·沃特曼是著名的反共主义记者，他在《纽约世界电报》上写了五页长的文章批评麦卡锡。他称麦卡锡“成为反共事业的大累赘”，指责他“随意歪曲事实和可能的事实[以便]反击该领域的权威”。

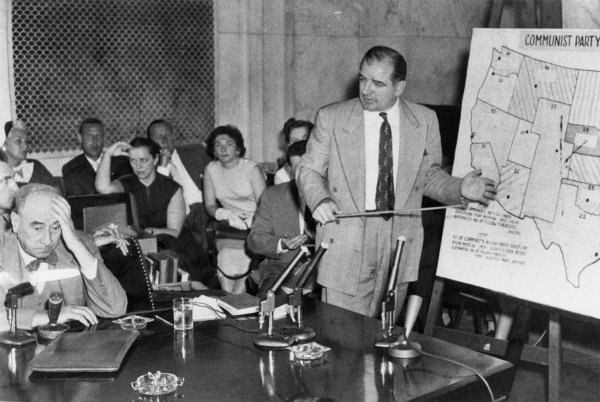
约瑟夫·N·韦尔奇(左)受到参议员麦卡锡审问，1954年6月9日。

听证会最著名的时间是麦卡锡和军队首席法律代表约瑟夫·奈·韦尔奇之间的对词。1954年6月9日，第三十天的听证会，陆军法律顾问韦尔奇挑战柯恩在“太阳下山前”向联邦司法部长布朗尼尔交上麦卡锡曾提到的一百三十个共产党和知情者的名单。麦卡锡突然插进来指责韦尔奇如果对共产党这么有兴趣，应该先从其手下费雪开始。费雪曾加入左翼的律师组织“国家律师协会”。韦尔奇指责麦卡锡“无所顾忌地冷酷无情”，回应说：“参议员，让我们不要再毁掉这个小伙子，你干得够了，你难道不懂什么是人之常情？你终于到了不剩一点常情常理的地步了吗？”他打断麦卡锡辩解的企图，指示说：传下一个证人。 突然，会场迎来一阵欢呼。

### 爱德华·R·默罗《See It Now》
韦尔奇在听证会上质问麦卡锡道：“参议员先生，你还有没有良知？难道你到最后连一点起码的良知也没有保留下来吗？”，在此之前由爱德华·默罗主持的电视记录节目《See It Now》是对麦卡锡最著名的攻击之一。这个节目在1954年3月9日播出，专题为《对麦卡锡参议员的报道》，实际上是对麦卡锡全方位的攻击。在这些镜头里，麦卡锡指责民主党“背叛美国二十年”；指责美国公民自由联盟“为共产党服务，做共产党的工作”；以及指责各种证人的画面。并大放各种厥词，胡编各种证人，包括茨维克将军。
做总结时，默罗评价麦卡锡道：

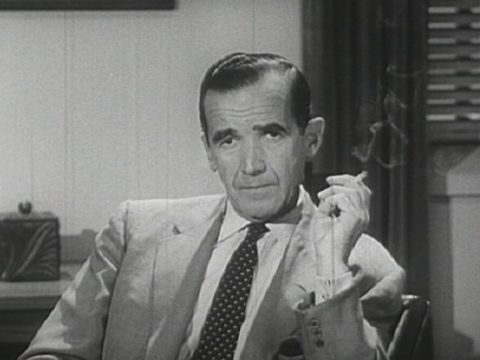
新闻广播先锋爱德华·R·默罗

熟悉这个国家历史的人都会肯定国会委员会的作用。在立法前是有必要进行调查的，但调查和迫害的界限非常明确,而威斯康辛州年轻的参议员反复践踏了它。他的主要作为是蛊惑公众的思想，即对共产主义内外的威胁。我们不能把异议和不忠混为一谈。我们必须时刻牢记指控不等于证据，定罪应依赖于证据和公正的法律过程。我们不会一次又一次地在恐惧中行走。只要我们深入挖掘我们的历史并牢记我们的祖先不是胆小的人——不是那些害怕写作、说话、联系并坚持立场之徒的传人，尽管这些立场可能在当时并不令人接受，我们就不会被恐惧驱赶到一个慌乱的时代。
反对或支持参议员麦卡锡行事的人没时间再保持沉默。我们能否认我们的传统和历史，但我们不能逃避结果。没有一名共和国公民可以放弃他的责任。作为一个国家，我们在年幼的时候已经全面继承了它。我们自我宣告,其实我们实际就是自由的捍卫者,无论它是否在世界上继续存在，但我们不能因在海外捍卫自由就把它抛弃在家里。
威斯康辛州年轻的参议员的行动使得我们在外的盟友感到恐慌和沮丧，并大大地帮了敌人倒忙。这是谁的错?不是他的。他没有创立这个恐惧的时势，他只是利用了它——而且非常地有效。卡西乌斯是正确的：“错,亲爱的布鲁特斯,不在星星上,而在我们自己。”

接下来的一期《对麦卡锡参议院的报道》专题中，默罗把五角大楼密码室雇员，非裔美国人安妮·李·摩斯描绘成麦卡锡调查的无辜受害者。默罗节目，以及同年的军队对峙麦卡锡听证会都导致全美民意反对麦卡锡，其中的一部分原因是他的陈述被名人反驳。为了挽回其负面形象，麦卡锡在1954年4月6日出现在《See It Now》节目，解释默罗在节目中造成的误解。麦卡锡指出默罗的左派背景，以及勾结 “俄罗斯间谍和宣传组织”。这一举动并没有起到很好的效果，反之，麦卡锡的受欢迎度继续下降。默罗的报道与同一年电视转播的“陆军-麦卡锡听证会”，是导致麦卡锡的全国民意下降的主要原因。

### “乔得滚”召回尝试
1954年3月18日，威斯康辛州索克城《索克草原之星》编辑勒罗伊·戈尔在头版呼吁对麦卡锡进行罢免选举，并附有请愿书样板，以便读者填写回信。作为共和党和前麦卡锡支持者，戈尔称参议员玷污艾森豪威尔总统权威，蔑视威斯康辛州自己的将军拉尔夫·怀斯·茨维克，无视威斯康辛州农民对价格过剩盈余的呼求。虽然批评家认为罢免是场蛮干，但“乔得滚”运动如火如荼的發展，得到各种人士支持，包括其他共和党领袖、民主党人、商人、农民和学生。威斯康辛州宪法规定罢免选举需要选区超过四分之一的选票才能举行，即反麦卡锡运动需要在60天内收集404,000条签名。虽然工会或州民主党无法支持，但召回依然得到了全美关注，特别是在最近的军队对峙麦卡锡听证会期间。在6月5日最后期限将至时，签名的最终数目依然无法确定，因为请愿书被送出州郡以避免索克郡地方检察官的审查，后者是麦卡锡的死党，负责调查召回运动领袖，称其违反了威斯康辛州反腐法案。芝加哥记者日后记录了335,000条签名，依然后50,000条签名据说被藏在明尼阿波利斯，剩下的单子被埋在索克郡农场里。

### 民意
| 日期       | 支持 | 无所谓 | 厌弃 | 净支持 |
| ---------- | ---- | ------ | ---- | ------ |
| 1951年8月  | 15   | 63     | 22   | −7     |
| 1953年4月  | 19   | 59     | 22   | −3     |
| 1953年6月  | 35   | 35     | 30   | +5     |
| 1953年8月  | 34   | 24     | 42   | −8     |
| 1954年1月  | 50   | 21     | 29   | +21    |
| 1954年3月  | 46   | 18     | 36   | +10    |
| 1954年4月  | 38   | 16     | 46   | −8     |
| 1954年5月  | 35   | 16     | 49   | −14    |
| 1954年6月  | 34   | 21     | 45   | −11    |
| 1954年8月  | 36   | 13     | 51   | −15    |
| 1954年11月 | 35   | 19     | 46   | −11    |

### 谴责与沃特金斯委员会

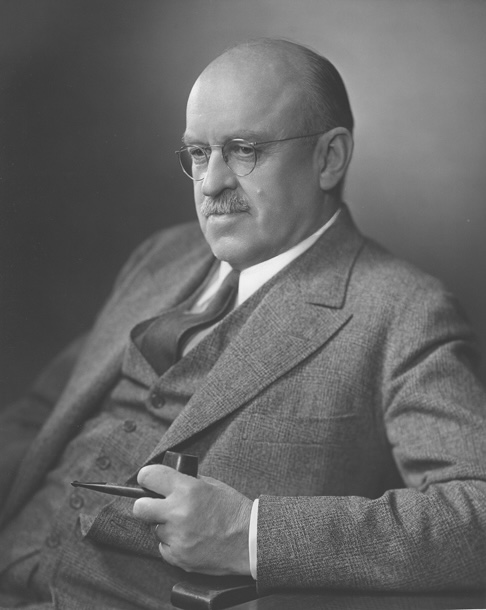
参议员拉尔夫·弗兰德斯建议谴责麦卡锡

一些美国参议员早在1953年之前就开始反对麦卡锡。1950年6月1日，缅因共和党参议员玛格丽特·蔡斯·史密斯发表了她的“道德宣言”，要求结束这种诽谤方式，但并没有提及麦卡锡或其他人的名字。其他六名共和党参议员——韦恩·莫尔斯、欧文·艾维斯、查尔斯·W·托比、爱德华·约翰·赛伊、乔治·艾肯和罗伯特·C·亨德里克森——与她一道谴责麦卡锡的战术。麦卡锡则反唇相讥，称史密斯和其他参议员是“白雪公主和六个小矮人”。
1954年3月9日，来自佛蒙特州的共和党参议员拉夫·弗兰德斯发表演说批评麦卡锡在将对抗共产主义引向错误的方向，将麦卡锡的“清理门户”活动与“上房搬砖溜瓦”像对比。他认为麦卡锡应该加以关注共产势力在美国以外区域的扩张。在1954年6月1日的演讲里，弗兰德斯将麦卡锡与希特勒作比较，指责麦卡锡传播“分裂和迷惑”信念。称“如果这位威斯康辛年轻的参议员被共产党雇佣，他能做的更好。”6月11日，弗兰德斯指控麦卡锡行为不当，并要求他离开委员会主席的位置。尽管许多参议员相信以某种形式的纪律处分麦卡锡是有理由的，他们并没有很明确地支持这一议案。就委员会席位和资历来说，一些阻力是出于害怕篡夺参议院规则。
弗兰德斯随后出台决议，谴责麦卡锡。决议最初没有提及麦卡锡的行为或错误。正如弗兰德斯所述，“这不是他违背礼节，或是规则甚至是干扰法律”，而是他所有的行为态度。最终，麦卡锡还是被弗兰德斯指控有46项行为不当。为了裁定这项议案，由阿瑟·沃特金斯参议员为首的特别委员会成立了。这个委员会于1954年8月31日开始调查。

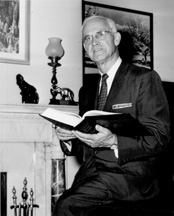
参议员阿瑟·沃特金斯

经过两个月的听证会，委员会只对46项指控里的2项指控建议进行谴责，对其他指控都认定不成立。这2项指控是：麦卡锡蔑视委员会规则和管理，在1951与1952年间没有与“参议员权利和选举分委员会”合作。麦卡锡在一次听证会上对茨维克将军表现过分无礼。在参议院全体会议上，茨维克的谴责被搁置，因为麦卡锡称是后者不当行为“诱导”所致。就此，沃特金斯委员会制定了一份新的谴责。
参议院最终投票通过了两项指控：
- 麦卡锡没有与“参议员权利和选举分委员会”合作，并“对试图执行任务的成员反复施虐...”
- 麦卡锡指责“沃特金斯委员会三名成员‘蓄意行骗’和‘欺诈’......参议院特别会议......是个‘私刑联欢会’”，将委员会描述为“‘精神错乱的女仆’、‘'无意识的代理人’和共产党的‘实际辩护律师’”，并“与参议院道德背道而驰，给参议院带来耻辱和恶名，干扰参议院合乎宪法的活动，危害它的尊严”。[114]

1954年12月2日，参议院最后以67：22票通过“谴责”麦卡锡在两项指控上的行为。民主党参议员全部支持谴责麦卡锡，共和党一半支持，一半反对。唯一没有记录的参议员是约翰·F·肯尼迪，后者因背部手术而入院治疗；肯尼迪从未表示自己投票倾向。在投票后，麦卡锡的支持者参议员H·斯泰尔斯·布里奇斯称决议“不是谴责决议”，因为终稿使用的是词汇“condemn”而不是“censure”。决议中词汇“censure”被删除，但历史学家和参议院档案依然认为这是对麦卡锡的谴责。麦卡锡自己称“我不会肯定地称这是信任票。”他补充道“我没觉得我被私刑办了。”

## 晚年
麦卡锡在被谴责后继续履行参议员职责约两年半，但已声名扫地。参议院的同事们回避他，使他在参议院的演讲无人搭理。之前言听计从的媒体现在无视他的存在，演讲邀请一份也没有。总统艾森豪威尔摆脱了麦卡锡的困扰，在他的内阁里讽刺道麦卡锡主义现在是“麦卡锡主义过去式（McCarthywasm）”。
不过，麦卡锡依然不停聲討共产主义。他警告与“红色分子”出席高峰会议，称“别与暴君屠夫为友... 这会帮助暴君屠夫的事业。”他宣称“与共产党人共存既不可能、也不光荣、更不讨好。我们的长期目标必须是将共产主义从地球上抹去。”在他向参议院的最后演讲中，麦卡锡反对艾森豪威尔总统为最高法院提名威廉·J·布伦南，后者将麦卡锡反共调查斥责为“猎巫”。麦卡锡的反对没人理，他是唯一投反对票的参议员。
麦卡锡的传记作家认为麦卡锡在被谴责后变了，身心受到打击，用弗莱德·J·库克的话，他“成了自己过去苍白的幽魂”。据悉，麦卡锡得了肝硬化，因为酗酒而常常进医院。许多证人，包括参议院助理乔治·李迪和记者汤姆·维克称他醉倒在参议院里。
记者理查德·罗维尔（1959）写道：
他总是喝得醉醺醺的，有几次遇上不开心的事情他就喝的比往常更多。但他不总是喝醉。有时他爬上车（对他来说就是喝啤酒，不喝威士忌），待个几天几星期。末了最困难的事是他连家伙都拿不住了。喝个两三次后，他就烂醉如泥，要花很长时间才能清醒过来。

### 去世

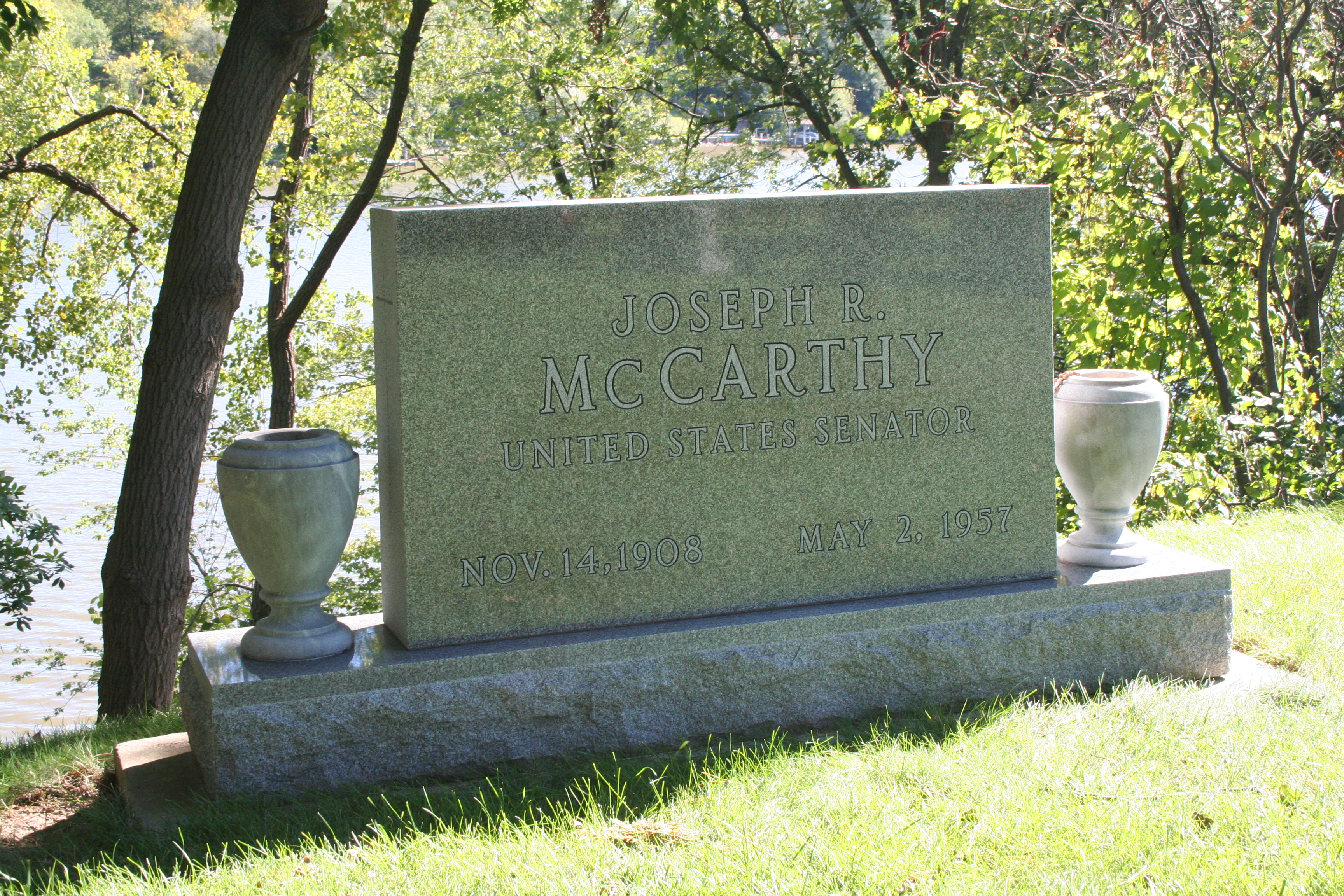
麦卡锡墓碑，后为威斯康辛州福克斯河

1957年5月2日，麦卡锡在贝蒂斯海军医院去世，时年48岁。官方诊断结果是急性肝炎。媒体暗示他死于酗酒，这一猜测得到当时传记作家的认可。麦卡锡被给予国葬，有70名参议员参加，超过100名祭司和2,000人在华盛顿圣玛窦主教座堂为他奏主教安魂大弥撒。在华盛顿有数千人瞻仰了他的遗体。他被葬在威斯康辛州苹果顿圣玛丽教区公墓，有超过17,000人进入圣玛丽教堂来看他最后一眼。三位参议员——乔治·W·马龙、威廉·E·詹纳和赫尔曼·威尔克持麦卡锡的灵柩从华盛顿飞到苹果顿。罗伯特·F·肯尼迪安静地参加了威斯康辛葬礼。麦卡锡留下了他的老婆吉恩和他们领养的孩子蒂尔尼。
1957年夏，接替麦卡锡特别选举举行。在初选中，两党投票人都从麦卡锡的路线转移。共和党小沃尔特·J·科勒初选获胜，声称与麦卡锡方式划清界限；他击败了前议员格伦·罗伯特·戴维斯，后者指责艾森豪威尔对共产主义太软弱。民主党胜出人是威廉·普罗克斯迈，称麦卡锡是“威斯康辛州、参议院和美国之耻”。8月27日，普罗克斯迈选举获胜。他在此後32年一直擔任該州的參議員。

## 遗留问题
约瑟夫·麦卡锡依然无法盖棺定论。日后，在一些保守作家眼里，如评论家威廉·诺曼·格里格和梅德福·斯坦顿·埃文斯看来麦卡锡在历史上的地位应该重新评估。许多学者，包括通常被认为是保守的学者，反对这一观点。
其他作家和历史学家，包括阿瑟·赫尔曼，提供了新的证据——苏联被解密的维诺那计划。现在，苏联间谍的信息已经在西方公开，麦卡锡小组委员会闭门听证会新公布的记录在某种程度上显示麦卡锡所认定的共产党人是精确的。二十世纪四十年代到五十年代，苏联间谍的确在美国大肆活动，超过许多学者的预想。
在研究维诺那和其他证据后，历史学家约翰·厄尔·海恩斯总结到，麦卡锡名单上的159人中至少有9人的确在帮苏联间谍的忙。他认为名单上大部分人可以合理地被怀疑有安全风险，但是有少数人不是。从公布的维诺那计划中，苏联间谍有塞德里克·贝尔弗雷奇、弗兰克·柯埃、劳克林·柯里、哈罗德·格拉瑟、大卫·卡尔、玛丽·珍·基尼和伦纳德·明思。
这些观点被许多学者认为是修正主义。挑战性努力旨在为麦卡锡“平反”,海恩斯认为麦卡锡的努力使得“反共成为党派内讧的武器”事实上“威胁到(战后)反共舆论”，因此最终在反共事业上帮了倒忙。
根据自己在国务院的经历，外交官乔治·凯南这样说：“二十世纪三十年代末，美国共产党通过提供成员或代理人服务(故意或无意)来对美国政府进行渗透不是奇思异想 ... 这是真的；比率虽然从来不大，但是也不小。”凯南写道在罗斯福政府里：“应该得到重视的警告常常被忽视或被怀疑。”然而，凯南自己的评估出在维诺那计划解密之前。维诺那文件所揭示了当时美国几乎所有的重要部门均遭到苏联特务渗透。而维诺那计划只有一小部分被解密(约3%)，没人知道整个渗透的程度。所有人都知道苏联对美国的渗透遍及全社会。
前雷根政府教育部长威廉·班耐特在他2007年著作《美国：最后最好的希望》中总结到：
反共主义团结了数以万计的美国人，得到了民主党、共和党和无党派人士的支持，却被参议员乔·麦卡锡搞砸了 ... 麦卡锡暴露了一个现实的问题：美国政府内部不忠的因素。但是对待这一现实问题的方式却给他自称深爱的国家带来了难以言述的痛苦 ... 更糟糕的是，麦卡锡玷污了反共这一事业的荣誉。就对抗苏联渗透美国的合法活动来说，他玷污了这一努力。

## 众议院非美活动调查委员会与颠覆活动控制理事会
麦卡锡听证会常被误认为是众议院非美活动调查委员会听证会。非美委员会以调查阿尔杰·希斯和好莱坞电影业而著名，倡导的黑名单包括数以百计演员、作家和导演。非美委员会从属众议院，与麦卡锡没有直接联系，后者是参议院的人。不过，众议院非美活动调查委员会之所以猖獗是麦卡锡推动的。委员会运转了29年。
于此类似的是颠覆活动控制理事会，这是国内安全法案设立的五人委员会。与非美委员会类似，并从麦卡锡那里得到灵感，理事会负责搜捕、调查所谓的“颠覆”分子，或同情共产党的人。他们被指责为在美国设立“极权独裁”政权。杜鲁门为此投了反对票，向国会发函称他谴责这种规定，是“自1798年外侨谋叛法以来对言论、出版、集会自由最大的威胁，”并称这是“对权利法案的嘲讽”，是“迈向极权主义的一大步”。他的否决被压倒。颠覆活动控制理事会运转了22年。

## 脚注
1. ↑  
For a history of this period, see, for example:
Caute, David. . New York: Simon & Schuster. 1978. ISBN 0-671-22682-7.Fried, Richard M. . New York: Oxford University Press. 1990. ISBN 0-19-504361-8.
Schrecker, Ellen. . Boston: Little, Brown. 1998. ISBN 0-316-77470-7.
2. ↑  Morgan, Ted. . Legal Affairs. November–December 2003  [2006-08-02]. （原始内容存档于2021-04-29）.
3. ↑  . United States Senate History Website.   [2007-03-09]. （原始内容存档于2020-08-08）.
4. ↑  
The American Heritage Dictionary (2000) defines "McCarthyism" as "the practice of publicizing accusations of political disloyalty or subversion with insufficient regard to evidence" and "the use of unfair investigatory or accusatory methods in order to suppress opposition". Webster's Third New International Dictionary, Unabridged (1961) defines it as "characterized chiefly by opposition to elements held to be subversive and by the use of tactics involving personal attacks on individuals by means of widely publicized indiscriminate allegations especially on the basis of unsubstantiated charges".
5. ↑  
McDaniel, Rodger E. . Cody, WY: WordsWorth Press. 2013. ISBN 978-0983027591.
6. ↑  Simpson, Alan K.; McDaniel, Rodger E. . . Cody, WY: Wordsworth Press. 2013. ISBN 978-0983027591.
7. ↑  Johnson, David K. . Chicago: University of Chicago Press. 2004. ISBN 0-226-40190-1.
8. ↑  McDaniel, Rodger. Dying for Joe McCarthy's Sins
9. 1 2  
See, for example:Oshinsky, David M. . New York: Free Press. 2005: 503–504 [1983]. ISBN 0-19-515424-X.; Reeves, Thomas C. . New York: Stein and Day. 1982: 669–671. ISBN 1-56833-101-0.; Herman, Arthur. . New York: Free Press. 2000: 302–303. ISBN 0-684-83625-4.
10. ↑  Rovere, Richard H. . New York: Harcourt, Brace. 1959: 79. ISBN 0-520-20472-7.
11. ↑  . Appleton Public Library. 2003  [2009-05-26]. （原始内容存档于2009年6月21日）.
12. ↑  McCarthy as Student 的存檔，存档日期2013-02-28.
13. ↑  In A Conspiracy So Immense, Oshinsky states that McCarthy chose Marquette University rather than the University of Wisconsin–Madison partially because Marquette was under Catholic control and partially because he enrolled during the Great Depression, when few working-class or farm-bred students had the money to go out of state for college. See Oshinsky, David M. . New York: Free Press. 2005: 11 [1983]. ISBN 0-19-515424-X.
14. ↑  Judge on Trial, McCarthy – A Documented Record, The Progressive, April 1954 的存檔，存档日期2011-05-11.
15. ↑  The Wisconsin Legislative Reference Library. . Wisconsin Blue Books (Madison, WI: State of Wisconsin). 1940  [2015-03-06]. （原始内容存档于2021-02-28）.
16. ↑  Oshinsky explains this (p. 17) as resulting partially from the financial pressures of the Great Depression. He also notes (p. 28) that even during his judgeship, McCarthy was known to have gambled heavily after hours. Oshinsky, David M. . New York: Free Press. 2005: 17, 28 [1983]. ISBN 0-19-515424-X.
17. ↑  Commire, Anne. . Gale Research Incorporated. 1994: 492  [2015-03-06]. （原始内容存档于2017-02-20）.
18. ↑  Herman, Arthur. . The Free Press A Division of Simon and Schuster. 2000: 26  [2015-03-06]. （原始内容存档于2017-02-20）.
19. ↑  Morgan, Ted. . New York: Random House. 2003: 328. ISBN 0-679-44399-1. In turn citing Michael O'Brien, McCarthy And McCarthyism In Wisconsin. Columbia, Mo. 1980.
20. ↑  Morgan, Ted. . New York: Random House. 2003: 330. ISBN 0-679-44399-1.
21. ↑  
Oshinsky, David M. . Oxford University Press. 2005: 27 [1983]. ISBN 0-19-515424-X.
22. ↑  Ryan, James G.; Schlup, Leonard. . M. E. Sharpe, Inc. 2006: 245  [2015-03-06]. （原始内容存档于2017-02-20）.
23. 1 2 3  Herman, Arthur. . Free Press. 1999: 30. ISBN 0-684-83625-4.
24. ↑  Morgan, Ted. . New York: Random House. 2003: 338. ISBN 0-679-44399-1. Morgan again cites Michael O'Brien, writing in McCarthy And McCarthyism In Wisconsin.
25. ↑  Herman, Arthur. . The Free Press: A Division of Simon and Schuster. 2000: 33  [2015-03-06]. （原始内容存档于2017-02-20）.
26. ↑  Morgan, Ted. . Random House. 2004: 420  [2015-03-06]. （原始内容存档于2017-02-20）.
27. ↑  Oshinsky describes the nickname "Tail-Gunner Joe" as the result of McCarthy's wish to break the record for most live ammunition discharged in a single mission. Oshinsky, David M. . Oxford University Press. 2005: 32 [1983]. ISBN 0-19-515424-X.
28. ↑  Morgan, Ted. . Legal Affairs. November–December 2003  [2006-08-02]. （原始内容存档于2021-04-29）.
29. ↑  Rovere, Richard H. . University of California Press. 1959: 97, 102. ISBN 0-520-20472-7.
30. ↑  Beichman, Arnold. . Policy Review. February–March 2006  [2008-02-25]. （原始内容存档于2008年3月12日）.
31. ↑  Herman, Arthur. . Free Press. 1999: 44, 51, 55. ISBN 0-684-83625-4.
32. ↑  
Herman, Arthur. . Free Press. 2000: 53. ISBN 0-684-83625-4.
33. ↑  Reeves, Thomas C. . Madison Books. 1982: 116–119. ISBN 1-56833-101-0.
34. ↑  Herman, Arthur. . Free Press. 2000: 54–55. ISBN 0-684-83625-4.
35. ↑  Herman, Arthur. . Free Press. 1999: 51. ISBN 0-684-83625-4.
36. ↑  Griffith, Robert. . University of Massachusetts Press. 1970: 49. ISBN 0-87023-555-9.
37. ↑  Phillips, Steve. . Martin Collier, Erica Lewis  (编). . Heinemann Advanced History. Oxford: Heinemann Educational Publishers. 2001: 65  [2008-12-01]. ISBN 0-435-32736-4.
38. ↑  . West Virginia Division of Culture and History. 1950-02-20  [2006-08-11]. （原始内容存档于2009-09-25）.
39. ↑  Cook, Fred J. . Random House. 1971: 155–156. ISBN 0-394-46270-X.
40. ↑  Also reported as up to 8 hours in length.
41. ↑  Reeves, Thomas C. . Madison Books. 1982: 227. ISBN 1-56833-101-0.
42. ↑  Griffith, Robert. . University of Massachusetts Press. 1970: 55. ISBN 0-87023-555-9.
43. ↑  Griffith, Robert. . University of Massachusetts Press. 1970: 56. ISBN 0-87023-555-9.
44. ↑  David M. Barrett, CIA and Congress: The Untold Story from Truman to Kennedy (Lawrence: University Press of Kansas, 2005), p. 65.
45. ↑  
Congressional Record, 81st Congress, 2nd session, pp 2062–2068; quoted in:
Reeves, Thomas C. . Madison Books. 1982: 243. ISBN 1-56833-101-0.
46. ↑  Oshinsky, David M. . Oxford University Press. 2005: 119 [1983]. ISBN 0-19-515424-X.
47. ↑  Dorothy Kenyon, Esther Brunauer, Haldore Hanson, Gustavo Durán, Owen Lattimore, Harlow Shapley, Frederick Schuman, John S. Service, and Philip Jessup
48. ↑  Griffith, Robert. . University of Massachusetts Press. 1970: 101. ISBN 0-87023-555-9.
49. ↑  Fried, Richard M. . Oxford University Press. 1990: 128. ISBN 0-19-504361-8.
50. 1 2  David M. Barrett, CIA and Congress: The Untold Story from Truman to Kennedy (Lawrence: University Press of Kansas, 2005), p. 67.
51. ↑  William N. Eskridge, "Privacy Jurisprudence and the Apartheid of the Closet, 1946-1961," Florida State University Law Review 23, no. 4 (Summer 1997); quoted in David M. Barrett, CIA and Congress: The Untold Story from Truman to Kennedy (Lawrence: University Press of Kansas, 2005), p. 70.
52. ↑  David M. Barrett, CIA and Congress: The Untold Story from Truman to Kennedy (Lawrence: University Press of Kansas, 2005), p. 70.
53. ↑  Hillenkoetter Testimony, 7-14-50, CIS Unpublished U.S. Senate Committee Hearings on Microfiche (Washington D.C.: Congressional Information Service); quoted in David M. Barrett, CIA and Congress: The Untold Story from Truman to Kennedy (Lawrence: University Press of Kansas, 2005), p. 79.
54. ↑  David M. Barrett, CIA and Congress: The Untold Story from Truman to Kennedy (Lawrence: University Press of Kansas, 2005), p. 80.
55. ↑  Oshinsky, David M. . Oxford University Press. 2005: 175 [1983]. ISBN 0-19-515424-X.
56. ↑  . Government Publishing Office, Thomas Library, Official Repository Library, Local, Bakersfield California, CSUB. 2009: 8', 79th Congress, 3rd Session, Date August 2, 1946, Congressional Records — House, page 10749 [1946].
57. ↑  . Government Publishing Office, Thomas Library, Official Repository Library, Local, Bakersfield California, CSUB. 2009: 10 [1782].
58. ↑  Cook, Fred J. . Random House. 1971: 150–151. ISBN 0-394-46270-X.
59. ↑  Cook, Fred J. . Random House. 1971: 316. ISBN 0-394-46270-X.
60. ↑  Template:Cite boo
61. ↑  The allegation is specifically rejected inRovere, Richard H. . University of California Press. 1959: 68. ISBN 0-520-20472-7.
62. ↑  Herman, Arthur. . Free Press. 2000: 131. ISBN 0-684-83625-4.
63. 1 2 3  McCarthy, Joseph. . Gordon Press. 1951: 264, 307, 215. ISBN 0-87968-308-2.
64. ↑  Oshinsky, David M. . Oxford University Press. 2005: 194 [1983]. ISBN 0-19-515424-X.
65. ↑  
Crosby, Donald F. . University of North Carolina Press. 1978. ISBN 0-8078-1312-5.
66. ↑  Crosby, Donald F. . University of North Carolina Press. 1978: 200, 67. ISBN 0-8078-1312-5.
67. ↑  Morrow, Lance. . Perseus Books Group. 1978: 4. ISBN 0-465-04724-6.
68. ↑  Bogle, Lori. . Routledge. 2001: 129. ISBN 0-8153-3241-6.
69. ↑  Oshinsky, David M. . Oxford University Press. 2005: 240 [1983]. ISBN 0-19-515424-X.
70. ↑  Reeves, Thomas C. . Madison Books. 1982: 443. ISBN 1-56833-101-0.
71. ↑  The Kennedys （页面存档备份，存于）. American Experience. Boston, Massachusetts: WGBH. 2009.
72. ↑  Leamer, Laurence. . HarperCollins. 2001: 346. ISBN 0-688-16315-7.
73. ↑  Johnson, Haynes. . Harcourt. 2005: 250. ISBN 0-15-101062-5.
74. 1 2  Wicker, Tom. . Times Books. 2002: 15. ISBN 0-8050-6907-0.
75. ↑  Griffith, Robert. . University of Massachusetts Press. 1970: 188+. ISBN 0-87023-555-9.
76. ↑  Oshinsky, David M. . Oxford University Press. 2005: 259 [1983]. ISBN 0-19-515424-X.
77. ↑  Oshinsky, David M. . Oxford University Press. 2005: 244 [1983]. ISBN 0-19-515424-X.
78. ↑  
All quotes in this paragraph: Fried, Albert. . Oxford University Press. 1997: 182–184. ISBN 0-19-509701-7.
79. ↑  Fried, Albert. . Oxford University Press. 1996: 179. ISBN 0-19-509701-7.
80. ↑  Powers, Richard Gid. . Yale University Press. 1998: 263. ISBN 0-300-07470-0.
81. ↑  Parmet, Herbert S. . Transaction Publishers. 1998: 248, 337, 577. ISBN 0-7658-0437-9.
82. ↑  Fried, Richard M. . Oxford University Press. 1990: 134. ISBN 0-19-504361-8.
83. ↑  See "Transcripts, Executive Sessions..." under Primary sources, below.
84. ↑  Collins, Susan and Levin, Carl.  (PDF). Executive Sessions of the Senate Permanent Subcommittee On Investigations. U.S. Government Printing Office. 2003  [2006-12-19]. （原始内容 (PDF)存档于2020-05-17）.
85. 1 2  Heil, Alan L. . Columbia University Press. 2003: 53. ISBN 0-231-12674-3.
86. ↑  Griffith, Robert. . University of Massachusetts Press. 1970: 216. ISBN 0-87023-555-9.
87. ↑  . Dwight D. Eisenhower Memorial Commission.   [2006-08-09]. （原始内容存档于2006年6月15日）.
88. ↑  Often misidentified as "Reds In Our Churches;" see this （页面存档备份，存于） versus this （页面存档备份，存于）.
89. ↑  Griffith, Robert. . University of Massachusetts Press. 1970: 233. ISBN 0-87023-555-9.
90. ↑  Stone. . ISBN 0-393-05880-8.
91. ↑  Schwarz, Frederick D. (November/December 2004). "1954 50 Years Ago: The Demagogue’s Downfall" 的存檔，存档日期2006-05-07.. American Heritage. Retrieved July 29, 2010.
92. ↑  
Herman, Arthur. . Free Press. 1999: 264. ISBN 0-684-83625-4.
93. ↑  Morgan, Ted. . Random House. 2004: 489. ISBN 0-8129-7302-X.
94. ↑  Streitmatter, Rodger. . Westview Press. 1998: 167. ISBN 0-8133-3211-7.
95. ↑  
Powers, Richard Gid. . Yale University Press. 1998: 271. ISBN 0-300-07470-0.
96. ↑  Fried, Richard M. . Oxford University Press. 1990: 138. ISBN 0-19-504361-8.
97. ↑  Griffith, Robert. . University of Massachusetts Press. 1970: 264. ISBN 0-87023-555-9.
98. ↑  Cook, Fred J. . Random House. 1971: 536. ISBN 0-394-46270-X.
99. ↑  . 時代雜誌. 1954-07-19  [2006-12-18]. （原始内容存档于2013-02-04）.
100. ↑  Oshinsky, David M. . Oxford University Press. 2005: 459 [1983]. ISBN 0-19-515424-X.
101. ↑  Griffith, Robert. . University of Massachusetts Press. 1970: 259. ISBN 0-87023-555-9.
102. ↑  Oshinsky, David M. . Oxford University Press. 2005: 462 [1983]. ISBN 0-19-515424-X.
103. ↑  Oshinsky, David M. . Oxford University Press. 2005: 464 [1983]. ISBN 0-19-515424-X.
104. ↑  . CBS-TV. 1954-03-09  [2015-02-15]. （原始内容存档于2015-11-10）.
105. ↑  . CBS-TV. 1954-03-09  [2008-03-09]. （原始内容存档于2015-11-10）.
106. ↑  . CBS-TV. 1954-04-06  [2009-02-15]. （原始内容存档于2009-03-07）.
107. ↑  "Joe Must Go: the Movement to Recall Senator Joseph R. McCarthy" by David P. Thelen and Esther S. Thelen, Wisconsin Magazine of History, spring 1966, pp. 185-209.
108. ↑  Polsby, Nelson W. . Political Studies. October 1962, 8: 252.
109. ↑  Wallace, Patricia Ward. . Praeger Trade. 1995: 109. ISBN 0-275-95130-8.
110. ↑  Flanders, Ralph. . Boston: Little, Brown. 1961.
111. ↑  Woods, Randall Bennett. . Cambridge University Press. 1995: 187. ISBN 0-521-48262-3.
112. ↑  
Griffith, Robert. . University of Massachusetts Press. 1970: 277 et seq. ISBN 0-87023-555-9.
113. ↑  Rovere, Richard H. . University of California Press. 1959: 229–230. ISBN 0-520-20472-7.
114. ↑  . HistoricalDocuments.com.   [2008-03-09]. （原始内容存档于2021-02-11）.
115. ↑  United States Senate, Historical Office. .   [2010-01-04]. （原始内容存档于2010-01-07）.
116. ↑  Oshinsky [1983] (2005), pp. 33, 490; Michael O'Brien, John F. Kennedy: A Biography (2005), pp. 250–54, 274–79, 396–400; Reeves (1982), pp. 442–43; Thomas Maier, The Kennedys: America's Emerald Kings (2003), pp. 270–80; Crosby, God, Church, and Flag, 138-60.
117. ↑  Griffith, Robert. . University of Massachusetts Press. 1970: 310. ISBN 0-87023-555-9.
118. ↑  . Library of Congress. 1995  [2006-10-19].[]
119. ↑  Rovere, Richard H. . University of California Press. 1959: 231. ISBN 0-520-20472-7.
120. ↑  Griffith, Robert. . University of Massachusetts Press. 1970: 318. ISBN 0-87023-555-9.
121. ↑  Fried, Richard M. . Oxford University Press. 1990: 141. ISBN 0-19-504361-8.
122. ↑  Graebner, Norman A. . Ronald Press. 1956: 227.
123. ↑  Eisler, Kim Isaac. . New York: Simon & Schuster. 1993: 119. ISBN 978-0-671-76787-7.
124. ↑  Cook, Fred J. . Random House. 1971: 537. ISBN 0-394-46270-X.
125. ↑  Rovere, Richard H. . University of California Press. 1959: 244–245. ISBN 0-520-20472-7.
126. ↑  .   [2014-07-18]. （原始内容存档于2012-02-05）.
127. ↑  Nichols, John. . The Capital Times. 2007-07-31  [2015-03-21]. （原始内容存档于2009-04-05）.
128. ↑  Grigg, William Norman. . The New American. 2003-06-16  [2009-06-02]. （原始内容存档于2006年12月27日）.
129. ↑  Evans, M. Stanton. . Human Events. 1997-05-30  [2006-08-28]. （原始内容存档于2007-10-12）.
130. ↑  Evans, M. Stanton. . Crown Forum. 2007. ISBN 1-4000-8105-X.
131. ↑  Rabinowitz, Dorothy. . The Wall Street Journal. 2003-07-07  [2015-03-21]. （原始内容存档于2014-05-17）.
132. ↑  Horowitz, David. . FrontPage Magazine. 2003-07-08.[永久]
133. ↑  Herman, Arthur. . Free Press. 2000: 5–6. ISBN 0-684-83625-4.
134. ↑  Haynes, John Earl; Klehr, Harvey. . Yale University Press. 2000. ISBN 0-300-08462-5.
135. ↑  Weinstein, Allen; Vassiliev, Alexander. . Modern Library. 2000. ISBN 0-375-75536-5.
136. 1 2  Haynes, John Earl. . 2006  [2006-08-31]. （原始内容存档于2018-05-02）.
137. ↑  John Earl Haynes and Harvey Klehr, Venona: Decoding Soviet Espionage in America. New Haven, CT: Yale University Press, 2009; pp. 109-111, 179, 181–183, 193, 244-247, 312.
138. ↑  John Earl Haynes, Harvey Klehr, and Alexander Vassiliev, Spies: The Rise and Fall of the KGB in America. New Haven, CT: Yale University Press, 2009; pp. 191, 345 and 581, footnote 89.
139. ↑  Herbert Romerstein and Stanislav Levchenko, The KGB Against the "Main Enemy": How the Soviet Intelligence Service Operates Against the United States (Lexington, Mass.: Lexington Books, 1989) ISBN 978-0-669-11228-3, pp. 106–08; 的存檔，存档日期2015-04-02.
140. ↑  Allen Weinstein and Alexander Vassiliev, The Haunted Wood: Soviet Espionage in America—The Stalin Era (New York: Modern Library, 2000) ISBN 978-0-375-75536-1), pp. 48, 158, 162, 169, 229
141. ↑  Eduard Mark,"In Re Alger Hiss: A Final Verdict from the Archives of the KGB" （页面存档备份，存于） Journal of Cold War Studies 11.3 (2009): 26-67
142. ↑  John Earl Haynes, "The Characteristic of Ales in Venona 1822 compared to Foote, Stettinius, and Hiss" （页面存档备份，存于） 7 June 2007 accessed: 6 Sept 2010
143. ↑  Oshinsky, David M. . Oxford University Press. 2005: ix – xi. ISBN 0-19-515424-X.
144. ↑  Haynes, John Earl. . February 2000  [2007-07-11]. （原始内容存档于2021-02-24）.
145. ↑  Johnson, Paul. . HarperCollins e-books. 2010: 457. ISBN 978-006-093550-4.
146. ↑  See "The Venona Secrets, Exposing Soviet Espionage and America's Traitors," by Herbert Romerstein and Eric Breindel and Blacklisted by History, by Stan Evans.
147. ↑  Thomma, Steven. . McClatchy Newspapers. 2010-04-01  [2010-04-01]. （原始内容存档于2010年4月2日）.

### 二手资料
- Anderson, Jack and May, Ronald W (1952). McCarthy: the man, the Senator, the "ism," Beacon Press.
- Bayley, Edwin R. . University of Wisconsin Press. 1981. ISBN 0-299-08624-0.
- Belfrage, Cedric. . Thunder's Mouth Press. 1989. ISBN 0-938410-87-3.
- Buckley, William F. . Regnery Publishing. 1954. ISBN 0-89526-472-2.
- Cook, Fred J. . Random House. 1971. ISBN 0-394-46270-X.
- Crosby, Donald F. . University of North Carolina Press. 1978. ISBN 0-8078-1312-5.
- Crosby, Donald F. "The Jesuits and Joe McCarthy". Church History 1977 46(3): 374–388. Issn: 0009-6407 Fulltext: in Jstor
- Daynes, Gary. . Taylor & Francis. 1997. ISBN 0-8153-2992-X.
- Evans, M. Stanton. . Crown Forum. 2007. ISBN 1-4000-8105-X.
- Freeland, Richard M. . New York University Press. 1985. ISBN 0-8147-2576-7.
- Fried, Richard M. . Columbia University Press. 1977. ISBN 0-231-08360-2.
- Fried, Richard M. . Oxford University Press. 1990. ISBN 0-19-504361-8.
- Gauger, Michael. "Flickering Images: Live Television Coverage and Viewership of the Army-McCarthy Hearings". Historian 2005 67(4): 678–693. Issn: 0018-2370 Fulltext: in Swetswise, Ingenta and Ebsco. Audience ratings show that few people watched the hearings.
- Griffith, Robert. . University of Massachusetts Press. 1970. ISBN 0-87023-555-9.
- Haynes, John Earl and Klehr, Harvey. . Yale University Press. 2000. ISBN 0-300-08462-5.
- Herman, Arthur. . Free Press. 1999. ISBN 0-684-83625-4.
- Latham, Earl. . Macmillan Publishing Company. 1969. ISBN 0-689-70121-7.
- McDaniel, Rodger. Dying for Joe McCarthy's Sins: The Suicide of Wyoming Senator Lester Hunt, WordsWorth, 2013. ISBN 978-0-9830275-9-1.
- Murphy, Brenda. Congressional Theatre: Dramatizing McCarthyism on Stage, Film, and Television. Cambridge U. Press, 1999.
- O'Brien, Michael. . Olympic Marketing Corp. 1981. ISBN 0-8262-0319-1.
- Oshinsky, David M. . Oxford University Press. 2005 [1983]. ISBN 0-19-515424-X.
- Powers, Richard Gid. . Free Press. 1997. ISBN 0-300-07470-0.
- Ranville, Michael. . Momentum Books Limited. 1996. ISBN 1-879094-53-3.
- Reeves, Thomas C. . Madison Books. 1982. ISBN 1-56833-101-0.
- Rosteck, Thomas. . University of Alabama Press. 1994. ISBN 0-8173-5191-4.
- Rovere, Richard H. . University of California Press. 1959. ISBN 0-520-20472-7.
- Schrecker, Ellen. . Little, Brown. 1998. ISBN 0-316-77470-7.
- Strout, Lawrence N. . Greenwood Press. 1999. ISBN 0-313-31091-2.
- Thelen, David P.; Esther S. Thelen. . Wisconsin Magazine of History (State Historical Society of Wisconsin). Spring 1966, 49 (3): 185–209  [2009-06-18]. （原始内容存档于2012-03-08）.
- Wicker, Tom. . Harcourt. 2006. ISBN 0-15-101082-X.

### 一手资料
- . U.S. Government Printing Office. 2003  [2006-12-19]. （原始内容存档于2020-05-27）.
- . Senate Committee on Homeland Security and Governmental Affairs.   [2006-08-11]. （原始内容存档于2006-07-16）.
- .   [2006-08-11]. （原始内容存档于2019-04-16）.
- . The United States Department of State.   [2009-06-02]. （原始内容存档于2007年11月20日）.
- McCarthy, Joseph. . Gordon Press. 1951  [2015-02-24]. ISBN 0-87968-308-2. （原始内容存档于2012-06-09）.
- McCarthy, Joseph. . Devin-Adair. 1951. ISBN 0-8159-5004-7.
- McCarthy, Joseph. . Devin-Adair. 1952  [2015-02-24]. ISBN 0-405-09960-6. （原始内容存档于2021-02-25）.
- Adams, John G. . W. W. Norton & Company. 1983. ISBN 0-393-30230-X.
- Watkins, Arthur Vivian. . Prentice-Hall. 1969. ISBN 0-13-283101-5.
- Fried, Albert. . Oxford University Press. 1996. ISBN 0-19-509701-7.
- Edward R. Murrow & Fred W. Friendly (Producers).  (DVD (from 'See it Now' TV News show)). USA: CBS News/Docurama. 1991.